# Marruecos en los Juegos Olímpicos de París 2024
Marruecos estuvo representado en los Juegos Olímpicos de París 2024 por un total de 60 deportistas, 42 hombres y 18 mujeres, que compitieron en 19 deportes.
Los portadores de la bandera en la ceremonia de apertura fueron el jinete Yesin Rahmuni y la golfista Inés Laklalech.

## Medallistas
El equipo olímpico marroquí obtuvo las siguientes medallas:
| Nombre            | Deporte   | Competición         |
| ----------------- | --------- | ------------------- |
| Oro               |           |                     |
| Sufián El Bakkali | Atletismo | 3000 m obstáculos M |
| Plata             |           |                     |
| —                 |           |                     |
| Bronce            |           |                     |
| Equipo            | Fútbol    | Torneo M            |